# تبه (قمر)

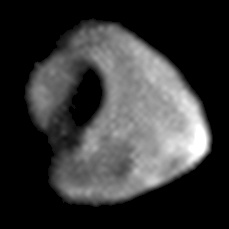
تبه (ماه)

تبه (ماه)(به انگلیسی: Thebe)، یکی از ماه‌های مشتری است ابعاد آن ۱۱۶×۹۸×۸۴ کیلومتر، جرم آن ~۴۳ ×۱۰۱۶ کیلوگرم و نیم‌قطر بزرگ آن ۲۲۱ ۸۸۹ کیلومتر است.این ماه در سال ۱۹۷۹ کشف شد.